# NKルチコ
NKルチコ（NK Lučko）は、クロアチアのザグレブをホームタウンとするサッカークラブである。

## 歴史
1931年にザグレブのノヴィ・ザグレブ＝ザパドに位置するルチコでヴェレビト (Velebit) として創設された。クラブ名はNKシヤチ (NK Sijač)、NKムリノストロイ (NK Mlinostroj)、NKヴェンティラトル (NK Ventilator) などを経て、1962年2月にNKルチコ (NK Lučko) に改称された。
2010-11シーズンのドルガHNLで2位になり、クラブ創設80周年の2011年に最上位リーグのプルヴァHNLに昇格した。初のプルヴァHNLは1シーズンで降格することになったが、ホームスタジアムとして使用していたスタディオン・クラニチェヴィチェヴァで行われたNKカルロヴァツ戦でプルヴァHNL初勝利を飾り、終盤には第23節から最終節まで8試合連続無敗を記録、スタディオン・ポリュドで行われたハイドゥク・スプリト戦で歴史的勝利を挙げた。

## 歴代所属選手
- エディン・ムイチン 2008-2009
- マテイ・イェリッチ 2010-2011, 2011-2012